# Петров, Константин Иванович
Константи́н Ивано́вич Петро́в (1920, д. Абрютково, Московская область — 1986) — советский историк, доктор исторических наук, специалист в области истории Кыргызстана XIII—XVIII веков.

## Биография
Родился в 1920 году в деревне Абрютково Московской области. В 1949 году окончил Ленинградский государственный университет.
Работал преподавателем высших военных училищ, научным сотрудником ЦГА МВД (г. Ленинград), младшим, старшим, ведущим научным сотрудником ИИ Академии наук Киргизской ССР.

## Научные труды
- К. И. Петров — «Очерки феодальных отношений у киргизов в XV-XVIII веках» // отв. ред. Б. К. Пашков, АН Киргизской ССР, Фрунзе, 1961, с. 178[2].
- К. И. Петров — «К истории движения киргизов на Тянь-Шань и их взаимоотношений с ойратами в XIII-XV вв» // отв. ред. Б. К. Пашков, АН Киргизской ССР, Фрунзе, 1961, с. 215[3].
- К. И. Петров — «Очерк происхождения киргизского народа» // отв. ред. Г. Ф. Дебец, АН Киргизской ССР, Фрунзе, 1963, с. 149[4].